# GODZILLA
『GODZILLA』（ゴジラ、原題: Godzilla）は、1998年に公開されたアメリカの特撮映画。トライスター ピクチャーズ提供。セントロポリス・エンターテインメント作品。フリード・フィルムズ、インデペンデント・ピクチャーズ共同作品。
日本の東宝が創造・所有するキャラクター「ゴジラ」に基づいて製作された。日本での通称は「トライスターゴジラ」「エメリッヒ版」など。2014年の『GODZILLA ゴジラ』製作以前は、単に「ハリウッド版」や「アメリカ版」と称されていた。
日本でのキャッチコピーは「人類に打つ手は無い」、アメリカでは“Size Does Matter”（巨大さ それが 度肝を抜く）。

## 概要
日本映画のスターであり、世界的な人気を誇る映画キャラクターでもあるゴジラをハリウッドが製作するということから、発表当時は世界的に取り上げられた。
アメリカでは初日を映画史上最多の3,310館、7,363スクリーンで迎え、公開6日間でのオープニング興行成績は歴代で2位となる7,400万ドルとなった。
日本では約51億円の興行成績をあげており、これはミレニアムシリーズや平成モスラシリーズよりも高い数字である。日本の観客動員数は360万人である。製作費は1億3千万ドルであり、東宝映画版制作費の10倍以上と著しく巨額となったが、アメリカや他国での健闘が大きなリターンとなった。また、インフレーションを考慮するとシリーズでも屈指の興行収入であるという指摘も存在する。

## ストーリー
南太平洋で、日本の漁船が謎の巨大生物に襲われ沈没する事件が起きる。某保険会社から派遣されたと語る男、フィリップ・ローシェは唯一の生存者となった老船員から何を目撃したかを問い出し、朦朧としながらも恐怖に慄いた言葉で「ゴジラ」という名が紡がれる。
翌日のチェルノブイリにて、放射線による生物への影響を調査していた生物学者のニック・タトプロスは米国務省からの要請でパナマへと向かう。半ば強引に被災地の調査チームに編入されたニックは畑違いと訝るが、そこで巨大な生物の足跡を目の当たりにし、驚愕する。続いてジャマイカや大西洋でも貨物船や漁船が次々と襲われる。
ニックは各地に残された巨大な足型や、座礁したタンカーに開けられた横穴と残された肉片などから、“フランスがポリネシア近海で長年行なっていた核実験の結果として、新種の生物が誕生した”との仮説を立てる。フィリップもまた、ジャンと呼ぶ部下たちを引き連れて現場に残された爪痕を確認し、その新種こそ一連の事件を起こした“ゴジラ”だと確信する。
互いに面識を持たないニックとフィリップが“ゴジラ”の追跡を開始した矢先、ニューヨークに未知の巨大生物が上陸し、人々は突然降って湧いた恐怖に逃げ惑う。ニックはその知識を米軍に買われ、米軍が行なうゴジラ退治に力を貸すが、単為生殖で増えるとのニックの主張を米軍が一笑に付したことや、極秘扱いの日本船員への目撃ビデオがニックの元恋人のオードリーを介して公開されたことから、米軍はニックを追放する。行き場を失ったニックは、タクシー運転手に変装したフィリップに連れ去られる。実はフィリップはフランス対外治安総局の諜報員であり、自国の核実験によって生まれたゴジラを駆除すべく部隊を率いてアメリカに潜入していた。ニックはフィリップの説得により、フランスが行うゴジラ退治作戦に協力することを決意する。
マディソン・スクエア・ガーデンにゴジラの巣があることを発見したニックらは、200個もある卵を爆破しようとするが爆薬が足りず、しかもすでに卵は次々とかえり始め、ニックら人間も捕食対象として追いかけ回す。外への出口が八方塞がりの中、オードリーの発案で彼女の働くテレビ局に割り込みをかけスタジアムからの生中継を行ない、大量の幼獣がまさに街中に飛び出す寸前の危機的状況であることが米軍に伝わる。
一方、成獣の方は巣探しをしていたニックらの目の前に姿を現した後、地上に出て、セントラルパークへと導いてから一気に攻撃しようとする米軍の意図に反して、ハドソン川に逃げ込んでしまう。そこへ待ち構えた潜水艦隊が魚雷で攻撃し、ついにはとどめを刺したと勘違いする。さらに米軍は、スタジアムをF18で攻撃し、幼獣に対して壊滅的打撃を与え、ニックらはすんでのところで外に逃げ切る。
安心したのもつかの間、成獣は生き延びており、幼獣を殺された怒りに燃えてニックらを乗せたタクシーを追って街中を追い回す。一度はトンネルに逃げ込み、事なきを得たものの、とどめを刺すにはブルックリン橋まで誘い出さねばならぬと米軍からの指令が届き、フィリップが運転するタクシーは同所に向かい、まんまとおびき出されたゴジラはF18のミサイル12発の命中によりついには絶命する。
オードリーはスクープをものにしたことでかねてから不満の種だった上司に意趣返しをし、ニックとの仲を深める。カメラマンのビクターはフィリップに肝心の撮影テープを抜かれるが、ニックからテープはいずれ返却されると伝えられる。街中もゴジラ退治の報せに沸き返るが、スタジアムの中では爆炎を免れた卵から密かに新たな幼獣が孵化していた。

## 登場怪獣
ゴジラ / GODZILLA

ベビーゴジラ / BABY GODZILLA

## 登場人物
ニック・タトプロス博士
演 - マシュー・ブロデリック
主人公の生物学者。ミミズを研究していたため、あだ名は「ミミズ男」。チェルノブイリ原子力発電所周辺で放射線が生物に与える影響を調査していた。その後軍からの要請で、ゴジラに関する対策プロジェクトに巻き込まれることとなる。その生態を研究しているうちに、ゴジラの繁殖力の危険性を発見する。タトプロスという名前を劇中幾度も間違えられている。

オードリー・ティモンズ
演 - マリア・ピティロ
駆け出しのジャーナリスト。学生時代のニックの恋人であったが、テレビリポーターになる夢を叶えるべくニックの元を去る。同僚であるパロッティ夫妻と行動を共にし、ゴジラ襲撃をきっかけにニックと再会する。

ビクター・パロッティ
演 - ハンク・アザリア
通称「アニマル」。オードリーやルーシーたちの同僚でカメラマン。ルーシーの夫だが恐妻家。怖いもの知らずでゴジラの姿を最初に映像に収めることに成功した。後にオードリーと共にゴジラの巣を発見することになる。

フィリップ・ローシェ
演 - ジャン・レノ
表面上はゴジラによる破壊の被害を調査する保険調査員を装っているが、その正体はフランス対外治安総局の諜報員。プレスリーの映画で覚えた南部訛りを得意とする。自国の核実験によって生まれたゴジラを駆除すべくアメリカに仲間を率いて潜入し、ニックを信じてゴジラとの戦いに挑む。ニックが発見したマディソン・スクエア・ガーデンのベビーゴジラの卵を駆除するよう協力する。

アレキサンダー・ヒックス大佐
演 - ケヴィン・ダン
米軍の対ゴジラ部隊指揮官。ゴジラを確実に倒そうとする余り、反発する市長にも強気な言葉を浴びせる。

オリバー・オニール軍曹
演 - ダグ・サヴァント
ヒックスの部下の1人。対ゴジラ部隊で前線指揮を担当するが、まだ経験が浅く、少々頼りない性格。ニックとは気が合い、ゴジラとの戦いの中で親交を深め、終盤では無線越しでニックに指示を送る。

エルシー・チャップマン博士
演 - ヴィッキー・ルイス
ゴジラの研究のために呼ばれた古生物学者で、ゴジラの正体を恐竜の生き残りであると主張する。ニックに気があり、「可愛い」と評している。気は優しいが社交性に乏しいという、当初のシナリオとは異なる性格となった。

ルーシー・パロッティ
演 - アラベラ・フィールド
アニマルの妻でオードリーの同僚。夫に対してかなり強権的な態度をとるが、愛情は深い。

チャールズ・ケイマン
演 - ハリー・シアラー
テレビリポーターでテレビ局のメインキャスター。部下のオードリーをこき使う嫌味な上司。妻がいるが、オードリーを自宅に呼ぼうとする。オードリーが掴んだゴジラのネタを横取りした上に、「ゴッドジラ」と誤読、さらにニックの姓を「パパドプラス」と呼び間違える醜態を演じている。

エバート市長
演 - マイケル・ラーナー
ニューヨーク市長。選挙運動中にゴジラに襲撃されるが、ゴジラ退治より自身の市長選のことを心配している。甘い物が好きだが、医者に止められている。短気で、補佐官のジーンに何かと当たり散らしているが、クライマックスで彼がいないと何も出来ないという本音を漏らした。
- モデルはエメリッヒの映画を酷評することの多い映画評論家のロジャー・イーバート。

メンデル・クレイブン博士
演 - マルコム・ダネア
ゴジラ研究のために呼ばれた科学者。エルシーの助手。慢性鼻炎をこじらせており、すぐにくしゃみをする。

ジーン
演 - ロリー・ゴールドマン
エバート市長の側近。
常にエバートに対してゴマを擦って機嫌を取る態度で接していたが、クライマックスでゴジラを倒した手柄すら独り占めして市長選に利用しようとしたエバートの自己中心的さに愛想を尽かして彼の下を去る。
- モデルは、ロジャー・エバートと2人で映画番組の司会者を務めていた映画評論家のジーン・シスケル。

ジャン＝リュック
演 - クリスチャン・オバート

ジャン＝クロード
演 - フィリップ・バーロゲン

ジャン＝ピエール
演 - フランク・ブリュンブロック

ジャン＝フィリペ
演 - フランソワ・ジロディ
フィリップの部下たち。フィリップ、ニックと共にマジソン・スクエア・ガーデンのベビーゴジラの卵の駆除に向かう。ピエールとフィリペは爆破作業中に卵から孵ったベビーゴジラに逃げ遅れたところを襲われ、その場から脱出したリュックとクロードも、群れを閉じ込めるための館内封鎖で別行動中に襲われてしまう。

コック
演 - ロイド・キノ

日本の漁船「小林丸」船長
演 - トシ・トダ

漁労長
演 - クライド・クサツ

船員
演 - 加藤雅也（マサヤ・カトーとして）
小林丸の乗組員たち。冒頭、ゴジラに襲撃され老船員以外の他の船員は全員死亡する。

## 登場兵器

### 航空機
- F/A-18C ホーネット
- AH-64 アパッチ
- UH-1 イロコイ
- MH-6 リトルバード
- JRB
- H-21 ワークホース（ウクライナ軍機として登場）
- キャンベラ

### 車両
- M551シェリダン
- M8グレイハウンド
- M939 5tトラック
- M151 MUTT
- ダッジ WC
- ハンヴィー
- MLRS（車体は架空のもの）

### 艦艇
- オハイオ級原子力潜水艦「ユタ」「インディアナ」「アンカレッジ」（架空艦）

### 銃器・火砲
- M16自動小銃
- M4A1カービン
- H&K MP5短機関銃
- H&K HK21汎用機関銃
- フランキ・スパス15散弾銃
- RDI ストライカー12散弾銃
- M136 AT4無反動砲
- AK-47自動小銃

## 日本語吹替
| 役名                         | 俳優                         | 日本語吹替 | 日本語吹替 |
| 役名                         | 俳優                         | 劇場公開版 | 日本テレビ版 |
| ---------------------------- | ---------------------------- | --- | --- |
| ニック・タトプロス博士       | マシュー・ブロデリック       | 森川智之 | 高木渉 |
| オードリー・ティモンズ       | マリア・ピティロ             | 勝生真沙子 | 深見梨加 |
| ビクター・パロッティ         | ハンク・アザリア             | 堀内賢雄 | 堀内賢雄 |
| フィリップ・ローシェ         | ジャン・レノ                 | 菅生隆之 | 銀河万丈 |
| アレキサンダー・ヒックス大佐 | ケヴィン・ダン               | 小山武宏 | 谷口節 |
| オリバー・オニール軍曹       | ダグ・サヴァント             | 梅津秀行 | 内田直哉 |
| エルシー・チャップマン博士   | ヴィッキー・ルイス           | 野沢由香里 | 小山茉美 |
| ルーシー・パロッティ         | アラベラ・フィールド         | 松本梨香 | 雨蘭咲木子 |
| エバート市長                 | マイケル・ラーナー           | 青野武 | 石田太郎 |
| メンデル・クレイブン博士     | マルコム・ダネア             | 福田信昭 | 塩屋浩三 |
| ジーン                       | ロリー・ゴールドマン         | 稲葉実 | |
| フェルプス提督               | リチャード・ガント           | 小関一 | |
| カイル・テリントン           | グレン・モーシャワー         | 田原アルノ | |
| レオナード                   | ジャック・ムーア             | 立木文彦 | |
| アンダーソン将軍             | スティーブン・ザビエル・リー | 岩田安生 | |
| 知事                         | クレッグ・キャラハン         | 秋元羊介 | |
| エド                         | ニコラス・J・ジャンジュリオ  | 立木文彦 | |
| その他                       |                              | 青山穣 伊藤和晃 チョー 加瀬康之 樫井笙人 すずき紀子 小野未喜 加藤正人 児玉孝子 乃村健次 坪井智浩 くわはら利晃 武内由紀子 | 岩崎ひろし 石丸博也 沢木郁也 天田益男 小室正幸 有本欽隆 仲木隆司 石森達幸 竹口安芸子 関口英司 吉田孝 根本央紀 朴璐美 坪井智浩 落合弘治 加瀬康之 安井邦彦 |
| 初回放送                     | N/A                          | 2016年8月1日 『午後のロードショー』                                                                                      | 2001年7月20日 『金曜ロードショー』 |

## スタッフ
- 監督：ローランド・エメリッヒ
- 製作：ディーン・デブリン
- エグゼクティブ・プロデューサー：ローランド・エメリッヒ、ウテ・エメリッヒ、ウイリアム・フェイ
- 共同エグゼクティブ・プロデューサー：ロブ・フリード、ケイリー・ウッズ
- 共同プロデューサー：ピーター・ウィンザー、ケリー・バン・ホーン
- 脚本：ローランド・エメリッヒ、ディーン・デブリン
- ストーリー：テッド・エリオット&テリー・ロッシオ、ディーン・デブリン&ローランド・エメリッヒ
- 撮影監督：ウエリ・スタイガー
- プロダクション・デザイナー：オリバー・スコール
- 編集：ピーター・アマンドソン、デビッド・J・シーゲル、A.C.E.
- 衣裳デザイナー：ジョセフ・A・ポロ
- 音楽：デヴィッド・アーノルド
- 主題歌：パフ・ダディft.ジミー・ペイジ『Come With Me』
- “GODZILLA”デザイン：パトリック・タトプロス
- 特殊視覚効果スーパーバイザー：フォルカー・エングル
- 視覚効果プロデューサー：テリー・クロティオー
- デジタル効果プロデューサー：スティーブン・T・プーリ、フィオナ・ブル
- デジタル効果スーパーバイザー：スティーブン・T・プーリ、ジェローム・チェン
- デジタル・エフェクツ：フィオナ・ブル、セントロポリスFX、ビジョンアート
- SFX：クエスチョン・マーク・FX、セントロポリス・スペシャル・エフェクツ、メカニカル・エフェクツ・ウェアハウス
- VFX：ソニー・ピクチャーズ・イメージワークス

### 日本語版スタッフ
- 日本語字幕：戸田奈津子

| 役職             | 劇場公開版                                 | 日本テレビ版                      |
| ---------------- | ------------------------------------------ | --------------------------------- |
| 演出             | 佐藤敏夫 清水洋史 （演出補）               | 小山悟                            |
| 翻訳             | 木原たけし                                 | 松崎広幸                          |
| 調整             | 多良政司                                   | 金谷和美                          |
| 効果             | 浅梨なおこ                                 | サウンドボックス                  |
| 担当             |                                            | 別府憲治（ケイエスエス）          |
| 制作             | 東北新社 東宝映像美術                      | ケイエスエス                      |
| プロデューサー   | 神部宗之 山内章弘（東宝） 石原達也（東宝） | 宮崎啓子 北島有子（日本テレビ）   |
| プロデューサー補 | 西仁司                                     | 野地玲子 村井多恵子（日本テレビ） |

## 製作の背景

### 使用権の購入
トライスター ピクチャーズはシリーズ化を前提とした映画を求め、著名な映画キャラクター「ゴジラ」に注目する。配給業者で以前からゴジラのハリウッドでの映画化を狙っていたヘンリー・サパスタインが、仲介人として東宝からゴジラの使用権を購入したことで、初のハリウッド版ゴジラの製作は1992年12月に決定し、日本でもニュースになった。
しかし、トライスター側が「ゴジラのハリウッド版の永久製作権をすべてトライスターが買い取り、東宝には今後一切ゴジラを作らせない」という条件を提示したため、交渉は難航した。最終的には“日本のキャラクターとして破格の「ギャラ」を受け取り、ハリウッドに出演した”という形になる。その際、東宝からは「モスラ、ラドン、キングギドラの3怪獣の貸し出しは行わない」という条件が提示された。この3怪獣以外の怪獣の貸し出しについては許可されていた。
この段階では、1995年正月の公開を目指していた。これに伴い、日本では本作品の公開に合わせる形で『ゴジラvsメカゴジラ』（1993年）でシリーズを終了させる予定だったが、本作品の延期から『ゴジラvsスペースゴジラ』（1994年）を急遽制作することになった。その後、1997年に公開される見通しが立ったことから、続く『ゴジラvsデストロイア』（1995年）で日本のゴジラシリーズは一旦終了することとなったが、実際の公開は1998年へずれ込んだ。この段階で東宝側は、本作品のヒットは確実視されていたことからシリーズ化により2作目3作目も制作されることを見越し、日本版の再開は10年後になるだろうと想定していた。

### 初期の脚本や設定
監督候補にはゴジラファンを自認するティム・バートンやテリー・ギリアムなどの有名監督の名が挙がる中、ゴジラファンとして有名なヤン・デ・ボンが決定した。この時に制作されたゴジラのデザインは原典に近く、宇宙からやってきた怪獣グリフィンとゴジラが対決するという脚本も準備されており、製作開始を告げる予告編が『ゴジラvsメカゴジラ』を上映していた日本の劇場でも流された。1994年には、デボンが自作品『スピード』のプロモーションで来日した際に記者会見でゴジラについて言及したり、『ゴジラvsスペースゴジラ』の撮影現場を見学するなどしていた。しかし、最終的に製作費がかかりすぎるとして監督を降板させられた。

### デザインの設定
続いて『インデペンデンス・デイ』を製作していたローランド・エメリッヒに新たに監督としてオファーがかかる。エメリッヒは4回ほど断ったが、ワニに影響を与えられた全く新しいゴジラのデザインを見せられたことでこれを受諾した。エメリッヒは「第1作の製作者たちが現代のSFX技術を持っていたらどのような映画になったか」を考えて作ったという。第1作でのゴジラが電車をくわえるシーンや調査隊が足跡を調査するシーン、1984年版でのビルにあいた穴からスーパーXがゴジラに攻撃するシーンなどをオマージュとして映画に挿入している。
またエメリッヒは、日本のゴジラをアメリカ流に作り替えることも考えており、リサーチの結果、初代ゴジラが爬虫類をベースにしていたことを知り、あらゆる爬虫類を研究し、最終的にトカゲ（イグアナ）をモチーフにしたゴジラを考えたという。スリムで敏捷な怪獣となったのは、着ぐるみだけではなく、CGも使って制作当時の技術で出来る動きをすべて使い、適切な技術を使ってあらゆるゴジラのアクションを見せたかったとしている。
エメリッヒ版ゴジラのデザインはパトリック・タトプロスによるものであり、「中途半端にアレンジを加えるとオリジナルに失礼だと考え、全く新しいものにした」という。このゴジラを見た東宝の松岡功会長、富山省吾プロデューサー、特技監督の川北紘一たちは、あまりにも違いすぎるデザインにショックを受けたが、それでもハリウッドの作るゴジラ映画を見てみたいと考えて許可した。その際、東宝側の注文によって、足と手に3本と4本の指が付けられ、2列だったエメリッヒ版ゴジラの背びれは日本のものと同じ3列に修正された。この他にも、劇中で人を食す描写を避けるなどの諸注文がトライスター側に出された。米版ゴジラの顎はディズニー映画『ジャングル・ブック』に登場するトラのキャラクター、シア・カーンをベースにしたという。なお、デザイン担当の「タトプロス」は主人公の名前に引用された。コンセプトアートの段階ではトライスター版もレジェンダリー版も互いに良く似たものが存在した。

### 3DCGと着ぐるみ
本作品のゴジラは主に3DCGやアニマトロニクスで撮影されているが、一部では日本のゴジラと同様、着ぐるみも使用されている。ただ、エメリッヒ自身は着ぐるみによる撮影手法には否定的であった。2004年にNHK BS2で放送された特番のインタビューでも、「時代遅れの技術を使うことに抵抗を感じる」と発言している。

### エメリッヒ監督の不満とヤン・デ・ボンの認識
2014年のレジェンダリー・ピクチャーズによる新作製作時に『エンパイア』誌が行ったインタビュー企画で、エメリッヒは「当初、隕石が地球を襲う映画の企画をしていたが、東宝から突然本作品のオファーが来た」「自分には知らされずに契約が進行していた」「着ぐるみの怪獣映画には全く興味などなかったが、強い押しがあったので仕方なく受けた」という。
さらに、「今度は『ゴジラが人を食べない』といった細かいルールを提示されたので嫌気がさした」「なので、いい加減な脚本とデザインを提出し『これなら、あちらから断るだろう』と思っていたらゴーサインが出てしまい、仕方なく撮影に入った」「自分が本来作りたかった隕石に関する映画の企画が本作の影響で流れてしまった」などといった旨の、本作品に対する相当な不満を述べている。
そして、「もし、当初の予定通りに隕石の映画を撮っていれば『アルマゲドン』や『ディープインパクト』を上回る作品が撮れたはずだ」と語った。
一方で、エメリッヒは後述の予定されていたが実現しなかった実写版の続編にも比較的にやる気を見せていたともされており、本作のプロットや各場面の描写なども1954年のオリジナル版を強くオマージュしているとしている。
一方、降板したヤン・デ・ボンは、「製作会社のトライスター・ピクチャーズが高額な製作費を問題視し、そこにエメリッヒが“自分ならもっと安くできる”と言ってきた。しかしそれは嘘で、自分の企画よりも高額な製作費となった」と証言している。

## 評価
レビュー・アグリゲーターのRotten Tomatoesでは80件のレビューで支持率は16パーセント、平均点は4.00/10となった。Metacriticでは23件のレビューを基に加重平均値が32/100となった。
ゴジラのキャラクター性の違いから、従来のイメージを崩しているとして日米のゴジラ映画ファンの評価は低いものとなった。アメリカのゴジラファンの中にはGINO（ジーノ、"Godzilla In Name Only"＝"ゴジラとは名ばかりなり"の意味）と呼ぶ人もいた。アメリカの人気テレビドラマ『バフィー 〜恋する十字架〜』の作中では、日本のアニメを愛好する登場人物が「あれはゴジラじゃない。トカゲの化け物だ」と酷評するシーンがある。同じく大人気ドラマ『スーパーナチュラル』でも同様に主人公らが『ゴジラvsキングギドラ』（1991年）を絶賛し、エメリッヒ版ゴジラを軽く一蹴するシーンがある。
平成ゴジラシリーズのプロデューサー富山省吾は、日本でのゴジラは「人間より強いもの、映画の主役」と考えられているのに対し、本作品でのゴジラは「人間に倒されるもの、人間が乗り越える標的」として描かれていると分析している。こうしたゴジラ位置づけの違いや日本のファンの戸惑いを認識した富山は公開直後に日本版ゴジラの再開を企画し、ゴジラミレニアムシリーズの製作に至った。富山は、本作品と同年に公開された『モスラ3 キングギドラ来襲』でも本作品との差別化を意識し、日本独自の怪獣映画としての作品作りを行った。平成ゴジラシリーズの特技監督で、本作品の交渉にも同席していた川北紘一は、交渉の時点で『ゴジラ』が作りたいのではなくゴジラのネームバリューが欲しかったのだろうと感じていたといい、本作品について『ゴジラ』として見なければ面白かったと述べている。
その一方でゴジラ映画としてではなく、単体のモンスターパニック映画として見た場合には高く評価する声もある。昭和ゴジラ作品で監督を手掛けた福田純は、「アメリカで作ったんだから日本のゴジラと違って当然だ」と理解を示し、「予告編は面白かった」（特報第一弾は劇中にないシーンを撮りおろしたティーザー映像）と評価する一方、「ゴジラにしては話がオソマツ」「ゴジラが動き出すにつれてどこかで見たような話になっていく」と脚本を批判している。書籍『ゴジラ・デイズ』では、ゴジラの造型についての問題を横に置けば、登場人物のキャラクター性などに日本のゴジラ映画を丹念に研究し敬意を払っていると評している。
封切り時、日本版ゴジラのスーツアクターであった中島春雄と薩摩剣八郎は本作品を一緒に観ており、観終わった後の「これはゴジラじゃない」とする旨の発言が『朝日新聞』紙上で伝えられている。東宝特撮の常連俳優であった土屋嘉男は、本作品を「イグアナの映画」と称しており、アメリカでのファンイベントの講演でこの映画について質問され、「この映画の製作者は東宝に使用料を払う必要はないだろう。ゴジラではないのだから」とコメントして満場の喝采を浴びたと語っている。また、熱烈なゴジラ・ファンでもある映画監督のジョン・カーペンターも本作品に対して「最低だ！」といったコメントを寄せている。さらに、2014年版の監督を務めているギャレス・エドワーズも、講演の際に本作品について質問されたところ「本当のゴジラ映画ではない」と断言している。
当のエメリッヒ自身も「日本のゴジラファンが、自分の作品を観たら不愉快に感じるだろうと思っていた」と後に語っている。ただし、「自分はゴジラを世界に通用するキャラクターにしたかった。日本のゴジラ作品は一部のマニア向けの物が多かったように思う」「映画とは巨額の投資を伴うもの。『GODZILLA』を興行的に成功させ、世界で4億ドルを稼いだのだから、成功だったと言えるのでは」と述べている。
しかし、ゴジラシリーズ60周年となる2014年に発売された雑誌や書籍などで、日本版ゴジラと共に再評価の的になり「あれはゴジラではない」「あれもまたゴジラ映画だ」の賛否両論が挙げられて、日本のライターであるガイガン山崎も、本作品もゴジラ映画の一つの形として肯定する評価のコメントを掲載しているや高橋ヨシキ。
本作を評価したり再評価する声は日本のみならず国外でも散見され、作品の完成度への正当な評価がされにくい傾向であるとも指摘されている。
ディーン・デヴリンは20周年記念にSyfyのインタビューで「自分はゴジラと共に育ったがエメリッヒはそうではなかった」「エメリッヒは映画に情熱を持っていたがゴジラの遺産、ゴジラを愛する人たちを幸せにするのと反対の方法をとった」「インデペンデンス・デイと比較されることで過度に厳しく評価されたとも言え、他方ではゴジラと同等の象徴的な何かを引き受けるのに必要なものの上に生きている」「期待が低いところで見るとこの映画は実際にはかなり良い」と答えている。また、デヴリンは本作の顛末によってPTSDを患い、レジェンダリー版のゴジラを鑑賞できていないともコメントしている。
『ゴジラ-1.0』を監督した山崎貴は、2024年に複数のインタビューにて本作について言及しており、「ゴジラ」だと認められないという声に理解を示す一方で本作を好意的に評価しており、モンスターパニック作品としての完成度や技術的な革新性をとくに好意的に見ている。また、山崎は本作にまつわる誤解の一つであった、「本作が原因でシリーズの人気が下落した」という説を否定している。また、同年の11月には公式の『ちびゴジラ』のXのアカウントでも本作について「当時は物議を醸したが現在では多くのファンがいる」と紹介していて、12月にはムービーモンスターシリーズの玩具が新たに発売されている。

### 受賞記録
第19回ゴールデンラズベリー賞では最低リメイク賞、および女優のマリア・ピティロが最低助演女優賞を受賞した。その一方、本作品はその年のサターン特殊効果賞を受賞しており、映像面では高い評価を受けた。

### 日本での扱い
キャラクターとして本作品のゴジラやそのオマージュが登場する作品についてはゴジラ (架空の怪獣)#『GODZILLA』（1998年）を参照。
- 公開当時は、本作品をゴジラシリーズ23作品目に数えている資料も存在したが[2]、『ゴジラ2000 ミレニアム』（1999年）の制作後は同作品が23作品目として扱われている。
- 『ゴジラ FINAL WARS』（2004年）の公開に合わせて、第1作から『ゴジラ×モスラ×メカゴジラ 東京SOS』（2003年）までの全作品を収録したDVD-BOX（『FINAL WARS』は、後から収納するためのスペースと統一デザインによる差し替え用ジャケットが用意された）が発売されたが、本作品は収録されていない。一方、2014年発売のゴジラ60周年記念版Blu-ray Disc / DVDでは、本作品もシリーズに含める形でラインナップに挙がっている。
- 日本映画専門チャンネルにて毎月15日を『ゴジラの日』として、レジェンダリー製作の『GODZILLA ゴジラ』（2014年）公開に合わせた『総力特集ゴジラ』の一環で、2014年6月15日に本来洋画の本作品吹き替え版が放映されたが、ゴジラが暴れる統一デザインの特性オープニング映像がこの作品のみ使われなかった。オリジナルの特集番組『ゴジラが来る』での扱いも佐野史郎演じる科学者が「『原子怪獣現わる』（1953年）のリドザウルスの同類と見るべき」などと解説されていた。
- 同じく日本映画専門チャンネルにて行われた、「あなたが選ぶベスト・オブ・ゴジラ」と銘打った投票イベント『ゴジラ総選挙』では本作品は除外され、全28作扱いとされていた。

## 映像ソフト
- DVD
  - 1999年4月21日、ジュエルケース版が日本で初発売[88]。
  - 2014年5月14日、ゴジラシリーズ60周年を記念して発売[89]。
  - 2016年6月15日、東宝DVD名作セレクション版発売[90]。
- Blu-rayディスクは2014年7月16日発売[91]。

## サウンドトラック
サウンドトラックは日本のオリコン、アメリカのビルボードで共にTop 5にランクインする大ヒットとなった。
日本ではサウンドトラック収録曲の中でもジャミロクワイの「ディーパー・アンダーグラウンド」がプロモーションに使用されたが、アメリカではザ・ウォールフラワーズの「"Heroes"」（デヴィッド・ボウイのカバー曲）が使用された。また、エンディングに使われたパフ・ダディとジミー・ペイジによるレッド・ツェッペリンの「カシミール」のカバー曲の録音は、インターネットを利用して、ニューヨークで歌うパフ・ダディにロンドンからジミー・ペイジがギターを被せるという、当時では珍しい方法をとり話題となった。
日本のアーティストからはL'Arc〜en〜Cielの「浸食 〜lose control〜」（クレジットでは「LOSE CONTROL」）が提供された。音楽番組『うたばん』にL'Arc〜en〜Cielがゲストとして登場した際に劇中での使用箇所（冒頭の日本漁船のシーンに10秒ほどかかる）を取り上げられているが、クローズアップしてもなお聴き取りにくいほどのボリュームであり、L'Arc〜en〜Cielのメンバーですら初見で聴き取ることはできなかった。

## エメリッヒ版以前の北米版ゴジラ
ゴジラ キング・オブ・ザ・モンスターズ・イン・3D （1983年）
1983年に『13日の金曜日 PART3』などの映画監督スティーヴ・マイナーにより企画された。脚本はフレッド・デッカー。3D映画でゴジラは日本式のぬいぐるみではなくストップモーション・アニメーションで撮影される予定で、画家のウィリアム・スタウトが絵コンテを、彫刻家・アマチュア恐竜研究家であるスティーブン・ツェルカスは検討用モデルを製作し、デイビッド・アレンがゴジラ本体を、リック・ベイカーがクローズアップ用の頭部などを製作することに決まり、ドリームクエストとILMがVFXを担当することになった。
スタウトはゴジラを肉食恐竜に似たデザインにし、恐竜以前に存在した、体内に核エネルギーを持つ太古の生物という設定で、放射能火炎を吐くシーンもある。現在、いくつかのイメージボードやコンセプトアート、検討用モデルを見ることが出来る。
ソ連の核ミサイルが太平洋上で誤爆し、深海から放射能で突然変異した恐竜が出現。メキシコの海岸に打ち上げられた恐竜のこどもの死体を追って母ゴジラがサンフランシスコを破壊するというストーリーであった。劇中にはゴジラの幼体が登場し、またゴジラが人間の子供と心を通わせるようなシーンもある。
マイナーは企画の売り込みに奔走し、ワーナーブラザーズで決まりかけたが、予算額で折り合いがつかなかった。マイナーは20世紀FOXにも企画を持ち込むが、同様の理由で頓挫。1984年末に本作品の製作は中止となった。

GODZILLA （1994年）
1994年にヤン・デ・ボン監督の予定で、後に『パイレーツ・オブ・カリビアン』シリーズを担当することになるテッド・エリオットとテリー・ロッシオによって脚本が執筆されたが、製作費の問題で最終的に内容を大幅に改変され、1998年版『GODZILLA』の原案となった。製作費が高額になった理由は、ゴジラファンであるデ・ボンが着ぐるみにこだわり、CGを使わずにミニチュアセットを作って撮影しようとしたためであり、スタジオと意見が対立したデ・ボンは降板している。
ゴジラは地球の古代文明が遺した生物という設定で、身長250フィート（約80メートル）と描写されている。デザインはスタン・ウィンストンが担当し、デ・ボンが着ぐるみを希望していたため人型に近いデザインになっている。ゴジラが体内に持つ核エネルギーの活動を抑制する「羊水のような液体」が登場し、これを使って軍がゴジラを捕獲するシーンがある。敵役として、地球侵略を狙う異星人が送り込んだ探査機により誕生した有翼の巨大怪獣「グリフォン」が登場し、クライマックスでは両怪獣がニューヨークで激突する。
デ・ボンは本作の主演に高倉健を考えていた。これは、デ・ボンが撮影監督時代に『ブラック・レイン』で一緒に仕事をして以降、互いに交友を深めた縁からでもあった。デ・ボンは高倉をロサンゼルスに呼び、カメラテストまで行っている。2016年に公開されたドキュメンタリー映画「健さん」でも、デ・ボンは同様の証言をしている。デ・ボンによると何度か東京で打ち合わせも行っており、高倉自身も非常に乗り気であったという。

## 続編の企画
本作品は興行的な成功は達成したと言えるものの、特に旧来のゴジラファン層からの評価は芳しくなく、また関連商品の販売業績も苦しい結果に終わった。その影響で、本来なら予定されていた本作品の第2作・第3作となる続編の企画は延期になった。続編の企画にはディーン・デヴリンもプロデューサーに加わり、第1作の製作陣の多くが携わる予定となっていた。その後、実写版の続編の企画が中断されたことが大きく影響し、2003年にゴジラの版権が東宝に帰結して続編作成の計画は無に帰した。さらに、これらの続編のプロットにおける設定を利用して後のアニメシリーズ作品が製作される運びとなった。
ディズニー映画作品（『ターザン』、『ブラザー・ベア』、『アトランティス 失われた帝国』、『ノートルダムの鐘』など）や『バットマン』シリーズなどで知られるタブ・マーフィーによる第2作のプロットは、現在簡易版が完成・公開されている。
ストーリーコンセプトについては当時の自然保護運動の拡大を取り入れ、自然との共存、相互理解と和解の重要性、東宝版のゴジラシリーズとは異なった視点での核兵器の脅威、生命の尊厳の美しさと儚さ、ヒトの罪と近代社会の暴力性、自己の目的を第三者的な立ち位置から省みる試みの難解さ、異質なものへの理解を示す努力の必要性をフィーチャーした内容となっている。トライスター版を嫌う海外のゴジラファンも当プロットは評価した。また、ローランド・エメリッヒ自身も決して続編の企画にはやる気がなかったわけでなく、スタジオ側よりもやる気を見せていたこともあるとされている。
その後、2014年に監督がギャレス・エドワーズ、脚本はマックス・ボレンスタインに変わった『GODZILLA ゴジラ』が公開された。

### ゴジラの生態
- ゴジラは常に進化し続ける生物であり、第1作の時点では新種で進化の途上であった。物語が進行するに従って怪獣として強化されていく。
- 第2作の時点で放射火炎に値する能力を獲得している。武器としてだけではなく、子供の餌の魚を追い集める際に海中で威力を弱めて使用するなど生存のための用途がある。
- ゴジラは高い知性と豊かな感情を持ち合わせており、自らや家族が危機に晒されない限りは攻撃行動をとらない。
- ゴジラたちは、怪獣化していく虫たちを餌とすることもあり、「ゴジラたちを殲滅した（と人間が思い込んでいる）ことで、怪獣島に封印されてきた生態系が崩れ、虫たちの侵略を止めるものがいなくなった」、よって「ゴジラが死ねば世界が終了する」と認識されていく。
- 産卵回数は生涯で1度のみ。人間を含める実在の生物同様に、その際の環境収容力に合わせて産卵数や成長できる大きさを変容させるため、生態系に順応していくことが可能である。2代目ゴジラの子供は4 - 5頭で、数十メートル程度の未成熟個体が数頭と、発育不全児の「Runt」と呼ばれる、東宝のベビーゴジラに該当する小さな子ゴジラがいる。
- アニメ版同様、ニック・タトプロス博士や味方と判断した人間を慕い、2代目ゴジラとその子孫は人間を襲うことはない。
- ゴジラたちは人間にだまし討ちされ（後述）、2代目ゴジラとRuntのみを遺して全滅する。

### 敵怪獣
- ゴジラ以外にも数々の生物が核実験の影響で怪獣化していたことが判明する。
- 例えば体長100メートルのシロナガスクジラなど無害な種類もいるが、怪獣化した生物たちの種類と数が増えたことにより新たな生態系が誕生、人類を脅かし始める。
- 第2作で敵となるのは主に昆虫系の怪獣たちで、蜂や蜘蛛などさまざまな種類の怪獣が人間社会へと侵攻する。
- メインとなる敵怪獣は「クイーン・ビッチ（Queen Bitch）」と呼称されるハチやシロアリのような怪獣で、知能が高く毒針を武器とし、戦車を破壊したり眷属をも餌とする。建物に繭を張るなどモスラへのオマージュともとれる生態をしている。
- 最終決戦の地はシドニーとなっている。
- 一方で、ディーン・デヴリンは実際にモスラとラドンのような古参の東宝怪獣たちを登場させたかったとも述べている[83]。

### 舞台と登場人物
- 舞台はニューヨークから始まり、大西洋や南太平洋各地に拡大するが、中心となるのはオーストラリア大陸と近郊の「怪獣島」である。
- 主人公は第1作と同様にニック・タトプロス。また、フィリップ・ローシェも第2の主人公的な立ち位置である。彼らそれぞれの異なった視点からの苦悩と後悔も、プロットの焦点の一つとなっている。その他、新たなヒロインとしてオーストラリアで動物保護に勤しむ生物学者アンナ・チャールトン（Anna Charlton）が登場する。
- ヒックス少佐も再登場し、ゴジラ殲滅を命じたことで大きな間違いを犯したと痛感することになる。

### ストーリー（続編）
プロローグ
ゴジラの事件後、ニューヨーク市は徐々に復興への歩みを始めようとしていた。軍や調査チームは、ゴジラの残した卵や幼獣などを駆除すべく街の地下を捜索する毎日であった。
ニック・タトプロスは事件後、自分とゴジラとの交流の記憶に憂い、ゴジラの死の間際の視線を思い出しては苛まれていた。そして、あの希有な知的生命体と共存し得ない結果に終わったことを悔み（苦悩は日に日に増していく）、共に活躍した科学者たちが興奮する一方で、彼一人は悶々とした日々を送っていた。また、科学者たちがゴジラの遺骸を弄ぶなど、死者の尊厳を冒涜するような行為を見て激昂し、速やかにプロジェクトを一人去った。
酷い罪悪感に苛まれながらも、生存個体の発見という残された可能性に賭け、ニックは地元警察のバリケードを突破してマンハッタンの地下へと侵入する。やがてその努力が報われ、遂に瓦礫に挟まり死に掛けた1頭を発見し救出する。衰弱して飢餓に陥っているゴジラのため、周辺の魚屋から可能な限り全ての食料を調達し（魚肉の一片までも購入していくので店員らは不審がる）、自ら餌付けをしていく。保護の間、ニックと赤子のゴジラは次第に信頼関係を築き、後々の長きに亘る信頼と相互尊重の基盤を獲得していく。
しかし軍の手が及び、苦渋の選択を迫られたニックはとうとうゴジラを逃がすことを決意する。魚でゴジラをおびき寄せ、無事に人々の目を掻い潜って地上へと脱出することに成功する。このころになると、ゴジラは刷り込み現象によってニックを親と完全に見なして信頼していた。育ての親を慕い、どこにでもついて来る子ゴジラ。ニックは自分とゴジラをオーバーコートなどで包みながら誘導し、軍の監視網を抜けてウォーターフロントに到達しようとする。
しかしここで、一人の物乞いに金銭をせがまれる。物乞いは後ろから手を伸ばしてくるが、その手にゴジラが噛み付いた。仰天し絶叫する物乞いと、その騒ぎに気づいた兵士らが駆け寄って来る。その動向を察知したニックはゴジラを逃がそうとする。中々水中に入ろうとしないゴジラを拳を振り上げてでも追いやろうとするが、ゴジラは育ての親を慕い留まろうとする。選択の余地を奪われたニックは、ゴジラを怒鳴りつけ、石を投げ付けて強引に逃れさせる。親の突然の変容に驚愕し、悲嘆したゴジラは混乱しながらも海中へと潜っていく。

2年後
それから2年後、オーストラリア沖で無人の客船が漂流しているのを発見される、フィジーの一村の住民が跡形も無く全員消え去る、インドネシアのジャンボジェット機が飛行中に突如真っ二つになるも、墜落現場では乗員・乗客の痕跡は一人として見つからないなど、オセアニア圏の周辺地域で各地で、海流や気候などの自然現象では説明の付かない奇妙な事件が頻発し始める。これを受けて、2年前のゴジラ事件に携わり、今や将位を得たアレキサンダー・ヒックスの指揮の下、臨時の国際部隊が編成されることとなった。
また、正体不明の巨大な卵がニューイングランド地方の中規模都市の繁華街で突如発見される。一報がヒックスの耳に入るとすぐに部隊が派遣されるが、部隊が現場に駆け付けた時には既に卵は孵った後であり、またもや地元住民らは跡形もなく行方不明となっていた。研究者たちは、信じ難いことだが何らかの形でゴジラが関与していると結論付け、ヒックスは今やゴジラ研究の第一人者と認識されているニック・タトプロス博士との接触を図る。
そのころ、ニックはバーモント州の教会でオードリーと結婚式を挙げていた。ニックは己の運命を半ば諦め、受け入れようとする最中であった。2人はライスシャワーの中を歩き、待機していたリムジンに乗車した。しかし、オードリーが参列者たちに今一度手を振り終わると突然車両のドアが自動で閉まり、全てのドアにオートロックが掛かる。軟禁状態になったニックらを乗せたリムジンは猛スピードで発進し、動揺するニックが運転手を見ると、それはあのフランスの諜報員であった（これ以降、プロットでのオードリーの登場は確認されていない）。
フィリップは自身の行いを謝罪し、一連の事件に関する資料を手渡すと、彼は現在ヒックスとそのチームに協力していることを明かす。ニックはゴジラの関与を否定、矛盾が多過ぎると指摘をする（仮に生存していたとしても同時的に世界中での事件に関与したり、航空機の襲撃や構造物を損傷することなく人間のみを略奪するなど不可能）。しかしフィリップは何としてでも事態の究明をすると決心しており、ゴジラの生存を証明することの必要性を重んじていた。ゴジラの完全な殲滅を主張し、車を停止させたフィリップはニックに協力を要請する。結局ニック・タトプロスは了承を表明するが、その意図はフランス人の目的とは全く異なるところにあった。

以降の顛末
それから、「オセアニア周辺で巨大生物が発見されることなく潜伏出来るのは、オーストラリア大陸である」と結論付けた2人は、オーストラリアに渡航し調査を続行する。
その後、内陸の奥深くで動物学者のアンナ・チャールトンと偶然に遭遇する。ディンゴ犬の調査中であるという彼女は、ニックらがこのような荒野にいる目的を尋ねる（ニックは「ハネムーンの最中」と返答）。アンナは即座に2人を不審に思い、嫌悪感すら抱く。特にニック・タトプロスに。
奇妙な現象の調査をしている彼らの質問に対し、何も異常は無いと不愛想に返答し、2人に研究の邪魔をしないように即刻退去することを要求する。彼女の言動に怪しさを覚える2人。フィリップはアンナの運転するジープに追跡装置を忍ばせ、後を付けることにする。
その後、自動車が故障し徒歩に移行しながらも、2人はアンナをさらに奥地へと追跡し、そこでディンゴの群れに襲われるRuntと救出にきた兄弟および親ゴジラを発見する。驚愕する一行だが、2代目ゴジラはニックを覚えており、すぐさま甘え始める。不信を募らせていたアンナは溜飲を下げ、2人に全てを告白する。アンナはこの地でゴジラを発見した唯一の人間であり、またアンナもニック同様にゴジラという生物の魅力に取り憑かれた一人であることが明かされる。一生物としてのゴジラの存在を尊重し、人間社会から隠蔽するために秘密を頑なに守秘して来たのだ。
また、彼女がニックを強く憎んでいた理由は、ニックが初代ゴジラとその子供たちを（直接的でないにしろ）殺し、アメリカ軍に協力するなど意図的にそれを助長してきたのだと勘違いしてきたからであった。和解する一行。
だが、目標を目の前にしたフィリップは、一度は取り逃した標的の残党を殲滅することのみを考えていた。彼の動向を危惧したニックとアンナは、ゴジラの生物的特徴をフィリップに解説し（現在の地球環境と生態系を圧迫することなくゴジラたちと共存して行けること）、また、一連の怪事件にゴジラが関与し得る可能性はありえないことを訴え続ける。その後、ゴジラと共に過ごし、彼らの愛情と知性に溢れた穏やかな生態を観察していく中で、フィリップの考えも変わりつつあるかに思えた。
しかし、フィリップは密かにヒックス少佐に連絡を取っていたのだ。突如として一行とゴジラたちに迫る軍隊。ニックとアンナの抵抗も空しく、すぐさま殲滅作戦が開始される。

## 備考
- 冒頭の核実験シーンは演出上はムルロア環礁となっているが、資料映像自体はビキニ環礁で行われた1946年のクロスロード作戦（ベーカー実験）や、1954年のキャッスル作戦（ブラボー実験）のものが使用されている。
- マンハッタンに舞台を限定したのは、なによりも島であるということであり、逃げ場はないが、文明社会の象徴である摩天楼という隠れ場所があるからだという[57]。
- ワールド・トレード・センターと自由の女神は『ID4』で破壊しており、エンパイアステート・ビルは『キングコング』のものであったため、破壊しなかったという[57]。
- ワールド・プレミアはクライマックスの舞台であるマディソン・スクエア・ガーデンで行われた[3]。観客にとっては『自分たちのいるところが映画の舞台』という一種のサプライズを狙ったものであった。なお、オリジナルとなった1954年の日本版『ゴジラ』においても、「『ゴジラ』が上映されている日劇をゴジラが破壊する」という同様の趣向があった。
- ワールド・プレミアには、日本からは平成ゴジラシリーズの特技監督を務めた川北紘一ら関係者の他、石橋貴明、吉井理人、デーモン小暮、久保田利伸、デーブ・スペクター、別所哲也、早見優が招待された。その他にモハメド・アリやニック・ノルティの姿もあった。
- 劇中、チャップマン博士がゴジラの正体について恐竜「サウロポダアロサウルス」の生き残りである可能性を示唆するシーンがあるが、サウロポダアロサウルスという学名の恐竜は存在しない。ただし、サウロポダは恐竜の1分類である竜脚類のことであり、またアロサウルスという恐竜も実在する（アロサウルスは竜脚類ではない）。
- 劇中冒頭にイグアナ類をアップで捉えたカットがあったため、当初から「イグアナに似た怪獣が登場する」という情報がメディアを通して広まっていた（本作品の日本版パンフレットにもそう記されている）。
- 製作のディーン・デブリンが来日した際、体の大きさをマスコミが尋ねると、「日本人はどうしてそんな細かいことを気にするんだ？」と逆に尋ねられたという。これに象徴されるように、関連グッズなどのイラストから、劇中でのゴジラの大きさまで統一されていない。公開時ニューヨークには「自由の女神より大きく、20階建てのビルに匹敵する」と描かれた看板が立てられた。
- 日本漁船の名前「小林丸」は『スタートレック』シリーズに登場するコバヤシマルシナリオに由来する。
- 小林丸の船員たちはクライド・クサツや加藤雅也などの日系人・日本人が演じている。
- 日本ではミスタードーナツとのタイアップが図られ、ピンバッジプレゼントなどが行われた。
- 『週刊少年ジャンプ』の1998年29号に掲載された『地獄先生ぬ〜べ〜』の番外編「ぬ〜べ〜ニューヨークへ行く」ではハリウッドのゴジラ・ワールド・プレミアの招待券を貰ったぬーべーが郷子、美樹と共に本作品のゴジラに会いに行くという内容になっている。この話は版権の関係で単行本未収録である。理由はパロディではなく正式に映画『GODZILLA』のゴジラが登場し、さらに「ゴジラ」という名称が登場しているため版権の関係で未収録となったことが、ジャンプ・コミックス第30巻に掲載されている。
- 本作品公開1か月後に公開された松竹映画『釣りバカ日誌10』のタイトルクレジットでは浜崎伝助と鈴木一之介がゴジラ似の怪獣を釣ってしまうという本作品のパロディ描写が北見けんいちの漫画で表現されている。

## 地上波放送履歴
| 回数  | テレビ局   | 番組名             | 放送日         | 吹替版       | 平均世帯視聴率 | 備考         |
| ----- | ---------- | ------------------ | -------------- | ------------ | -------------- | ------------ |
| 初回  | 日本テレビ | 金曜ロードショー   | 2001年7月20日  | 日本テレビ版 |                | 地上波初放送 |
| 2回目 | テレビ朝日 | 日曜洋画劇場       | 2002年10月13日 | 日本テレビ版 |                |              |
| 3回目 | 日本テレビ | 金曜ロードショー   | 2004年9月17日  | 日本テレビ版 |                |              |
| 4回目 | テレビ朝日 | 日曜洋画劇場       | 2005年8月14日  | 日本テレビ版 |                |              |
| 5回目 | テレビ東京 | 午後のロードショー | 2016年8月1日   | 劇場公開版   |                | [ 100 ]      |

## 小説版
- スティーヴン・モルスタッドによる小説版は、日本では石田享の翻訳により1998年7月1日にソニー・マガジンズから発売された[101]。
- H・B・ギルモアによる小説版は、日本では小林雅明の翻訳により1998年7月15日に集英社から発売された[102]。